# GNU TeXmacs
GNU TeXmacs је научни уређивач текста који је инспирисан TeX-ом и Гнуовим Емаксом. Програм поседује алате и алгоритме за приказ фонтова и научних формула. Поседује и Guile/Шема додатни језик, који омогућава прилагођавање интерфејса посебним потребама корисника, па чак и надограђивање уређивача.